# Pompidoujev center
Pompidoujev center (fr. Centre Pompidou, francoska izgovorjava: [sɑ̃tʁ pɔ̃pidu]), natančneje Centre national d'art et de culture Georges-Pompidou,  Narodni center umetnosti in kulture Georges Pompidou),  je kompleksna zgradba v predelu Beaubourg v 4. pariškem okrožju, blizu Les Halles, ulice Montorgueil in Maraisa. Zasnoval ga je arhitekturni tim Richarda Rogersa, Su Rogers, Renza Piana in Gianfranca Franchinija v slogu visokotehnološke arhitekture.
V njem je javna informacijska knjižnica, velika javna knjižnica, Narodni muzej moderne umetnosti, ki je največji muzej moderne umetnosti v Evropi in IRCAM, center za glasbene in akustične raziskave. Zaradi svoje lokacije je središče lokalno znano kot Beaubourg (IPA: [bobuʁ]).  Imenuje se po Georgesu Pompidouju, predsedniku Francije od leta 1969 do 1974, ki je naročil gradnjo, uradno pa jo je odprl 31. januarja 1977 predsednik Valéry Giscard d'Estaing.
Center je imel leta 2021 1,5 milijona obiskovalcev, kar je 65 odstotkov več kot leta 2020, a precejšen upad kot leta 2019 zaradi zaprtja zaradi pandemije COVID-a. Od leta 1977  ga je obiskalo več kot 180 milijonov obiskovalcev, leta 2013 pa več kot 5.209.678 obiskovalcev, vključno s 3.746.899 obiskovalci muzeja.
Skulptura Horizontal Alexandra Calderja, samostoječi mobilnik, visok 7,6 m, je bila postavljena pred Center Pompidou leta 2012.

## Zgodovina
Zamisel o večkulturnem kompleksu, ki na enem mestu združuje različne oblike umetnosti in literature, se je deloma razvila iz zamisli prvega francoskega ministra za kulturo Andréja Malrauxa, predloga decentralizacije umetnosti in kulture na podlagi impulza politična moč. V 1960-ih so se mestni načrtovalci odločili, da bodo preselili živilske tržnice Les Halles, zgodovinsko pomembne strukture, ki so jih Parižani že dolgo cenili, z idejo, da bi nekaj kulturnih inštitutov zgradili na območju nekdanje tržnice. V upanju, da bi obnovili idejo o Parizu kot vodilnem mestu kulture in umetnosti, je bilo predlagano, da se Musée d'Art Moderne preseli na to novo lokacijo. Pariz je potreboval tudi veliko, brezplačno javno knjižnico, saj je takrat še ni bilo. Sprva se je razprava nanašala na Les Halles, a ko se je spor umiril, je predsednik Charles de Gaulle leta 1968 razglasil Plateau Beaubourg kot novo lokacijo za knjižnico. Leto pozneje, leta 1969, je Georges Pompidou, novi predsednik, sprejel projekt Beaubourg in se odločil, da bo to lokacija nove knjižnice in centra za sodobno umetnost. V procesu razvoja projekta je bil v kompleksu nameščen tudi IRCAM (Institut de Recherche et Coordination Acoustique/Musique).
Oblikovanje Rogers and Piano je bilo izbrano med 681 natečajnimi prispevki. Žirijo so sestavljali svetovno znani arhitekti Oscar Niemeyer, Jean Prouvé in Philip Johnson. V Franciji je bilo prvič dovoljeno sodelovati mednarodnim arhitektom. Izbor je bil objavljen leta 1971 na »nepozabni tiskovni konferenci«, kjer je kontrast med ostro oblečenim Pompidoujem in »poraščeno mlado ekipo« arhitektov predstavljal »veliko kupčijo med radikalno arhitekturo in politiko establišmenta«.

## Arhitektura

### Oblikovanje
To je bil prvi večji primer stavbe, obrnjene od znotraj navzven, s strukturnim sistemom, mehanskimi sistemi in kroženjem, izpostavljenim na zunanjosti stavbe. Sprva so bili vsi funkcionalni strukturni elementi stavbe barvno označeni: zelene cevi so vodovodne napeljave, modri kanali za klimatsko napravo, električne žice so obdane z rumeno barvo, obtočni elementi in varnostne naprave (npr. gasilni aparati) pa so rdeči. Po besedah Piana zasnova naj ne bi bila stavba, temveč mesto, kjer najdete vse – kosilo, odlično umetnost, knjižnico, odlično glasbo.
National Geographic je reakcijo na dizajn opisal kot »ljubezen na drugi pogled«. Članek v Le Figaro je izjavil: »Pariz ima svojo pošast, tako kot tista v Loch Nessu«. Toda dve desetletji kasneje, ko je leta 2007 poročal o Rogersovi osvojitvi Pritzkerjeve nagrade, je The New York Times zapisal, da je zasnova centra »obrnila arhitekturni svet na glavo« in da si je »gospod Rogers prislužil sloves visokotehnološkega ikonoklasta z dokončanjem Pompidoujevega centra leta 1977 z njegovim izpostavljenim skeletom živobarvnih cevi za mehanske sisteme«. Pritzkerjeva žirija je dejala, da je Pompidou »revolucioniral muzeje, ki so nekoč elitne spomenike spremenili v priljubljene kraje družbene in kulturne izmenjave, vtkane v srce mesta«.

### Gradnja
Center je zgradil GTM in dokončal leta 1977. Gradnja je stala 993 milijonov francoskih frankov. Obnovitvena dela, ki so potekala od oktobra 1996 do januarja 2000, so bila zaključena s proračunom 576 milijonov frankov. Glavni inženir je bil priznani Peter Rice, med drugim odgovoren za Gerberette. Med prenovo je bil center zaprt za javnost 27 mesecev, ponovno pa so ga odprli 1. januarja 2000.
Septembra 2020 je bilo napovedano, da bo Pompidoujev Center leta 2023 začel s prenovo, ki bo zahtevala delno zaprtje za sedem let ali popolno zaprtje za tri leta. Predvideni stroški za prihajajočo prenovo so 235 milijonov $. Januarja 2021 je Roselyne Bachelot, francoska ministrica za kulturo, napovedala, da se bo center leta 2023 popolnoma zaprl za štiri leta.
| Specifikacije stavbe      | Specifikacije stavbe                             |
| ------------------------- | ------------------------------------------------ |
| Površina zemljišča        | 2 ha                                             |
| Površina etaže            | 103.305m2                                        |
| Superstructure            | 7 nadstropij                                     |
| Višina                    | 42 m (Rue Beaubourg side), 45.5 m (stran Piazza) |
| Dolžina                   | 166 m                                            |
| Širina                    | 60 m                                             |
| Infrastruktura            | 3 nadtropja                                      |
| Mere                      | globina: 18 m; dolžiona: 180 m; širina: 110 m    |
| Materiali                 |                                                  |
| Zemeljska dela            | 300.000 m3                                       |
| Armirani beton            | 50.000 m3                                        |
| Kovinski okvirji          | 15.000 ton jekla                                 |
| Fasade, steklene površine | 11.000 m2                                        |
| Neprozorne površine       | 7000 m2                                          |

### Stravinskega vodnjak
Bližnji vodnjak Stravinskega (imenovan tudi Fontaine des automates) na trgu Stravinskega prikazuje 16 muhastih gibajočih se skulptur Jeana Tinguelija in Nikija de Saint-Phalleja, ki brizgajo vodo, ki predstavljajo teme in dela skladatelja Igorja Stravinskega. Črno pobarvane mehanične skulpture so delo Tinguelyja, barvna dela pa de Saint-Phalle. Vodnjak so odprli leta 1983.
Videoposnetki fontane so se pogosto pojavljali v francoskem teletečaju, Francoščina v akciji.

### Trg Georges Pompidou
Place Georges Pompidou pred muzejem je znan po prisotnosti uličnih izvajalcev, kot so mimiki in žonglerji. Spomladi so miniaturni karnevali začasno postavljeni na mesto spredaj z najrazličnejšimi atrakcijami: glasbenimi skupinami, umetniki karikatur in skic, mizami, postavljenimi za večerne večerje, in celo tekmovanji v rolkanju.